# یانکیسیاک
یانکیسیاک (به لاتین: Yankisyak) یک منطقهٔ مسکونی در روسیه است که در باشقیرستان واقع شده‌است.